# Benambra
Benambra is een plaats in de Australische deelstaat Victoria en telt 265 inwoners (2006).